# Koboldmaki-alkatúak
A koboldmaki-alkatúak (Tarsiiformes) a főemlősök (Primates) közé tartozó orrtükör nélküliek (Haplorrhini) egyik alrendága (a másik a majomalkatúaké).
Egyetlen, ma is élő családjuk a koboldmakifélék (Tarsiidae), de ide sorolják a kihalt, ősi omomifélék (Omomyidae) családot is, valószínűsítve, hogy ebből kerülhetett ki az alrendág (beleértve az embert is) közös őse.
A koboldmaki-alkatúak egyetlen ma élő neme a Tarsius (koboldmaki).

## Külső hivatkozások
- R. Dawkins: Az Ős meséje